# Casas de Juan Núñez
Casas de Juan Núñez és un municipi de la província d'Albacete. Amb una població de 1.358 habitants (2006), està situat a 27 quilòmetres d'Albacete, a una altura mitjana de 705 metres. L'extensió del terme municipal és de 88.47 km².

## Economia
L'economia local tradicional s'ha basat en l'agricultura (ordi, blat, alfals, olivera, vinya i ametlla) i la ramaderia, encara que en les últimes dècades les labors tradicionals s'han anat deixant en favor de la creació de petites empreses dedicades al sector dels transports, la construcció, les pedreres i altres serveis.

## Demografia
Després d'un gradual decrement de la població des de la dècada dels 60, en els últims anys s'ha estabilitzat (a grans trets, amb alts i baixos puntuals i una lleugera tendència a l'alça), causat en gran manera per l'arribada d'immigrants.